# Zoran
Zoran Vanjaka (Split, 18 november 1948) is een Kroatische striptekenaar, die zijn werk signeert onder de pseudoniem Zoran.

## Levensloop
Vanjaka verliet in 1970 zijn geboortestad om in Zagreb vier jaar een kunstopleiding te volgende. Zijn omzwervingen brachten hem naar Parijs, Brussel, New York en Montreal en in die tijd werkt hij als decorontwerper en tekenfilmmaker. Zo maakte hij in Montreal de lange tekenfilm Heavy Metal. In 1980 debuteerde hij in het weekblad Kuifje met zijn held Ivor.

## Boeken

### Ivor
Voor verdere informatie over de stripreeks, zie Ivor.
1. De Huurling (1986)
2. De Dans van de Clown (1987)
3. Het Eiland (1987)
4. Als een Valk (1988)
5. Huurlingen gaan naar de Hemel (1988)
6. De Acrobaat & 8 andere verhalen (2014)

### Alexis K
Alexis K is een "moderne" ronin (net als het hoofdpersonage uit de film Blind Fury heeft hij een samoeraizwaard verborgen in zijn wandelstok, met dat verschil dat hij niet blind is), die tegen wil en dank betrokken raakt bij een revolutie. Het verhaal speelt zich af in een niet nader bepaalde dystopische samenleving. De strip kenmerkt zich door verscheidene "verwijzingen" naar onder andere de spaghettiwestern en films zoals Mad Max en Escape from New York. De "gebundelde" reeks (twee delen) verscheen als tweede deel binnen de collectie Clair-Obscur.
1. Bloedige strijd om een lot (1990)

### Max London
Max London is een journalist die voor een fictieve Amerikaanse krant de wereld rond reist. Omwille van de inhoud, zoals voodoo, kan men hem beschouwen als een soort van volwassenen versie van Flip Flink.
1. Slaap zacht, meneer de president (1990)
2. Agaou-Lao ontwaakt (1990)
3. Farao-aan-de-Nijl (1992)

- Bibliothèque nationale de France: cb120066774 (data)
- International Standard Name Identifier: 0000 0000 7359 1404
- Library of Congress Control Number: n90602359
- Nederlandse Thesaurus van Auteursnamen: 071967796
- Virtual International Authority File: 22152439
- WorldCat: E39PBJkT9rmRYvmFgWc6FGvvHC